# Clonidin
Clonidin ist eine chemische Verbindung aus der Gruppe der Imidazoline. Es wird als Arzneistoff zur Behandlung der arteriellen Hypertonie (Bluthochdruck), unterstützend während einer Narkose und bei der Dämpfung von Entzugserscheinungen eingesetzt. Clonidin ist ein α2-Adrenozeptor-Agonist.
Clonidin kann oral – als Tablette oder Kapsel – bzw. intravenös, intramuskulär oder subkutan verabreicht werden.

## Geschichte
Das ursprüngliche Hauptanwendungsgebiet von Clonidin (Behandlung der arteriellen Hypertonie) wurde in den 1960er Jahren eher zufällig erschlossen: Bei Tests verschiedener Substanzen zum Abschwellen der Nasenschleimhaut fiel beim Clonidin die starke Verringerung der Herzfrequenz (Bradykardie) und die Senkung des Blutdruckes (Hypotonie) auf. Später wurden im Tierexperiment auch schmerzlindernde und beruhigende Wirkkomponenten nachgewiesen.

## Pharmakologie

### Wirkungen
Insgesamt resultieren folgende Wirkungen
- Senkung des Blutdruckes
- Verminderung der Herzfrequenz
- Senkung des Sympathikotonus im Entzug
- Sedierung (bei höheren Dosen z. B. 300 Mikrogramm, wirkt es stark sedierend)
- Schmerzlinderung

### Wirkungsmechanismus
Clonidin gehört zur Gruppe der Antisympathotonika, welche durch die Erregung präsynaptischer α2-Adrenozeptoren einen hemmenden Einfluss auf die Transmitterfreisetzung haben, wodurch die Sympathikusaktivität sinkt. An den Barorezeptoren der Arteria carotis interna werden so bei einem Anstieg des arteriellen Blutdrucks eine Hemmung des Sympathikotonus und eine Stimulierung des Parasympathikus mit der Folge einer Blutdrucksenkung erreicht. Die Signaltransduktion erfolgt im Wesentlichen GPCR-vermittelt (vorwiegend inhibitorisches G-Protein) über präsynaptische α2-Rezeptoren. Jene α2-Rezeptoren sitzen an verschiedensten Stellen im Zentralnervensystem (Hypothalamus, Thalamus, Medulla oblongata, Formatio reticularis, Locus caeruleus, Nucleus tractus solitarii u. a.), ihre Stimulation bewirkt über eine verminderte Ausschüttung von Noradrenalin aus den Nervenendigungen (physiologischerweise ein negativer Rückkopplungsmechanismus) eine Verminderung des Sympathikotonus und damit eine sympatholytische Wirkung.
Weitere Mechanismen sind die Stimulation von Imidazolin-Rezeptoren (u. a. ventrolaterale Medulla oblongata) und die Stimulation von postsynaptischen α2-Adrenozeptoren des Nucleus tractus solitarii, einer Hauptumschaltstelle der Blutdruckregulation. Alle genannten Mechanismen ziehen sympatholytische Effekte nach sich.
Clonidin interagiert jedoch nicht nur mit den oben genannten α2-Adrenozeptoren, sondern wegen nicht hundertprozentiger Spezifität (relative Spezifität / Selektivität) auch mit den α1-Adrenozeptoren. Aus diesem Grunde kann bei schneller intravenöser Gabe auch ein initialer Blutdruckanstieg eintreten; ein paradoxer sympathomimetischer Effekt, der am ehesten durch eine Stimulation postsynaptischer α-Adrenozeptoren an der glatten Gefäßmuskulatur bedingt ist. Clonidin bewirkt über eine Stimulation der Hypophyse die Freisetzung von Wachstumshormon.

### Anwendungsgebiete
- Behandlung der Hypertonie
- unterstützend in der Behandlung von Drogenentzugssyndromen (Alkohol, Opioide, γ-Butyrolacton u. a.)
- Nutzung im Rahmen des Clonidin-Hemmtests
- Anwendung im Rahmen von Narkosen zur Dämpfung des Vegetativums und zur Vermeidung von postoperativem Kältezittern
- Sedierung im Rahmen der Intensivmedizin
- Behandlung von ADHS (alternativ zu einem Stimulans)[5]
- In der Schmerztherapie zur Verringerung der Opioiddosierung
- Behandlung von Intrusion und Übererregbarkeit bei PTBS-Patienten[6]
- Clonidin-Test bei Verdacht auf Wachstumshormon-Mangel
- Behandlung von Glaukom zur Verringerung der Kammerwasserproduktion und Erhöhung des Kammerwasserabflusses
- Behandlung von inneren Anspannungszuständen bei Borderline-Patienten[7] als Off-Label-Verordnung

Zur Vorbeugung gegen Migräneanfälle wird Clonidin heute als unwirksam angesehen.

### Nebenwirkungen
- Anticholinerge Symptome, die auf die agonistische Wirkung des Clonidins an Imidazolin-Rezeptoren zurückzuführen sind, wie
  - Mundtrockenheit
  - Verstopfung
  - verminderte Speichel- und Magensaftproduktion
- Müdigkeit
- Depressive Verstimmung
- Benommenheit
- orthostatische Hypotonie (= beim Übergang vom Liegen/Sitzen zum Stehen)
- Schlafstörungen auch Insomnia.
- Ein plötzliches Absetzen von Clonidin kann zu einem Rebound-Effekt führen, bei dem die ursprünglichen Symptome verstärkt zurückkehren.

### Wechselwirkungen
Eine Wirkungsverstärkung geschieht durch Diuretika, Vasodilatantien, Neuroleptika, Alkohol und Hypnotika, eine Wirkungsabschwächung wird durch Trizyklische Antidepressiva und teilweise auch Neuroleptika bewirkt.

### Kontraindikation
Relative Kontraindikationen sind ein AV-Block 2. Grades und eine schwere arterielle Verschlusskrankheit, während ein AV-Block 3. Grades (wenn kein Schrittmacher zur Verfügung steht), ein Raynaud-Syndrom oder Depressionen absolute Kontraindikationen darstellen.

### Pharmakokinetik
- Bioverfügbarkeit: 75 %
- Verteilungsvolumen: 2 l·kg−1
- Plasmaproteinbindung: 30–40 %
- Metabolismus: Nur geringe (20 %) hepatische Metabolisierung, vor allem zu p-Hydroxyclonidin
- Plasmahalbwertszeit: 5–13 h nach oraler Gabe, 7–11 h nach i.v. Gabe
- Elimination: Überwiegend (65 %) renal, höchstens 10 % über die Faeces, Clearance 182 ± 0,3 ml/min/kg.

Clonidin überwindet die Blut-Hirn-Schranke und geht in die Muttermilch über.

## Handelsnamen
Catapresan (A, D, CH), Haemiton (D), Isoglaucon (A, D), Paracefan (D)